# 印度尼西亚清真寺理事会
印度尼西亚清真寺理事会（缩写为DMI），是印度尼西亚的一个全国性组织，旨在实现清真寺的社会发展和社群团结之功能。该组织成立于1972年6月22日，在印度尼西亚各省和地区均设有管理机构。该组织的最高领导层每五年通过民主选举产生。
2021年12月24日，时任总统佐科·维多多为印度尼西亚清真寺理事会中央执行委员会办公室揭幕。